# Bergeria occidentalis
Bergeria occidentalis là một loài bướm đêm thuộc phân họ Arctiinae, họ Erebidae.